# 1848. februári forradalom

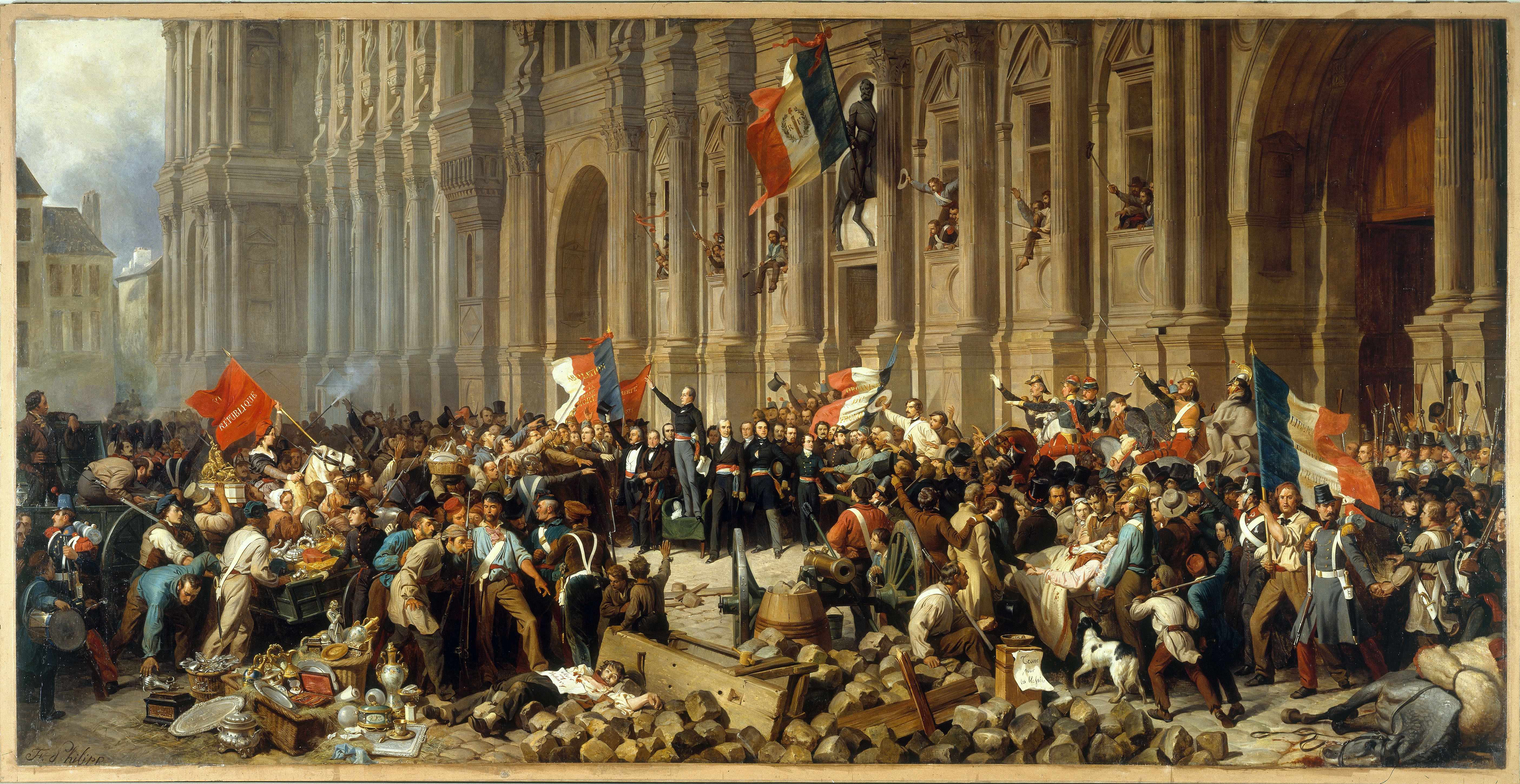
Henri Félix Emmanuel Philippoteaux: Alphonse de Lamartine kikiáltja a Második Köztársaságot

A februári forradalom 1848-ban zajlott, Franciaországban. A forradalmárok elűzték Lajos Fülöpöt, aki az 1830-as forradalom óta uralkodott, és kikiáltották a Második Francia Köztársaságot.
A francia forradalom a népek tavaszának meghatározó eseménye volt, kitörésének híre elősegítette a bécsi és a pesti forradalom kirobbanását is.

## Előzmények

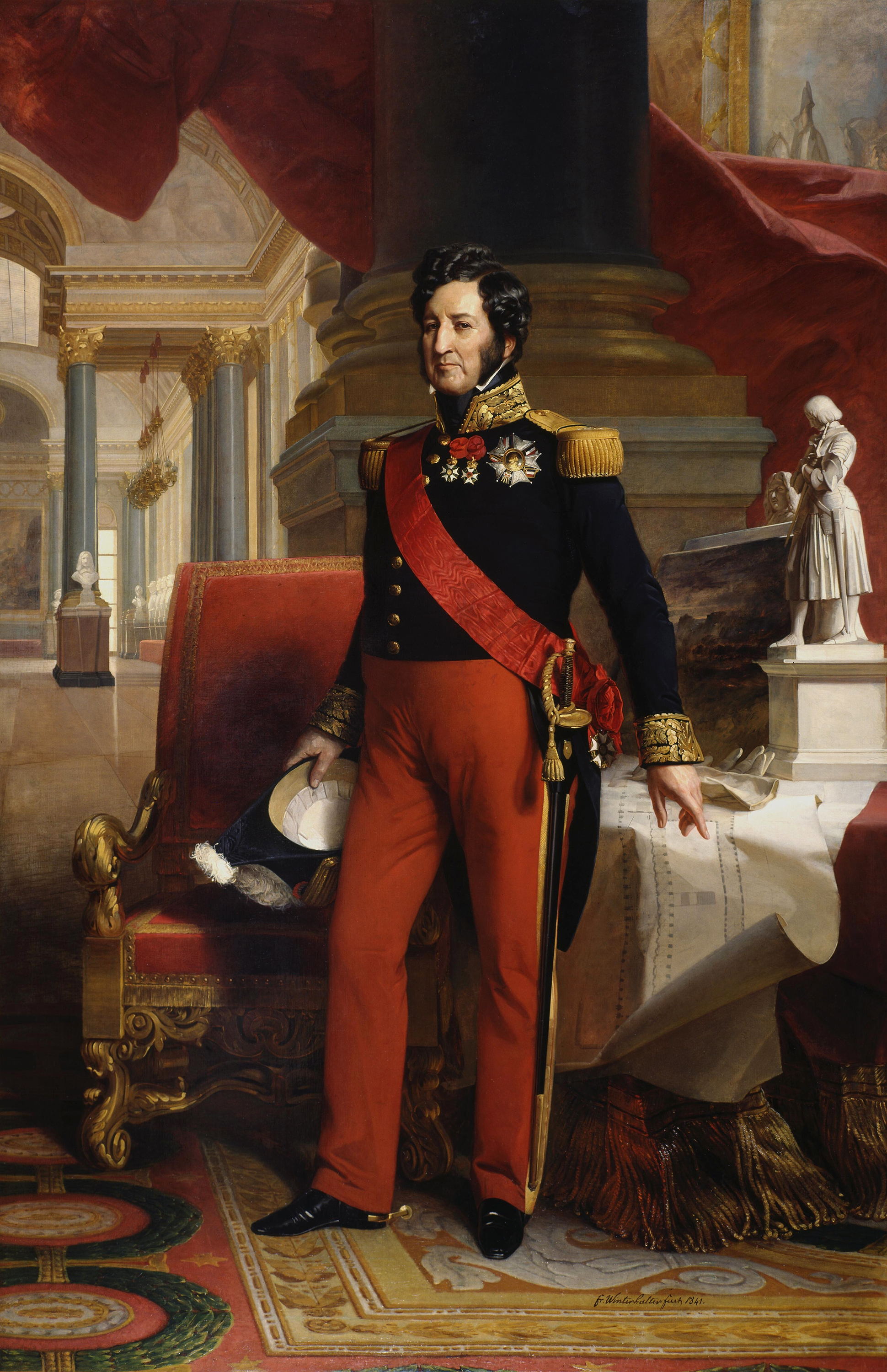
Orléans-i Lajos Fülöp, az utolsó francia király

### Társadalmi feszültségek
1846-ban Európa más országaihoz hasonlóan Franciaországot is rossz termés sújtotta, ami alaposan megdrágította az alapvető élelmiszereket. Emellett a gazdasági válság következtében a munkanélküliség is igen nagy arányokat öltött, különösen a párizsi munkásság körében. Mindazonáltal a februári forradalom a francia polgárság elégedetlensége miatt robbant ki, akik a szavazati jog kiterjesztését követelték földbirtokkal nem rendelkezők számára is. Egyes elemek ezen kívül a monarchia megdöntését, a köztársaság kikiáltását is el akarták érni.

### A forradalom előkészítése
Mivel Lajos Fülöp betiltotta a tüntetéseket, az ellenzék 1847-től úgynevezett banketteken gyűlt össze. Az uralkodó azonban ezeket a rendezvényeket is elítélte, és az 1848. január 19-re tervezett bankettet betiltotta, amire válaszul az ellenzék február 22-re újabb bankettet hirdetett meg.
François Guizot miniszterelnök kormánya először a február 22-i bankettet is betiltotta, majd mégis engedélyezte, miután az ellenzék vezetőivel titokban megegyezett, hogy a lehető leghamarabb feloszlanak. Mikor a radikálisok erről értesültek, nagy tüntetés szervezésébe kezdtek ennek a napnak a délelőttjére a Champs-Élysées-re, amibe bevonták volna a Nemzeti Gárdát is. Mikor a program 21-én megjelent a sajtóban, a kormány mindenfajta gyülekezést betiltott. A mérsékeltek visszakoztak, de a radikálisok nem.

## A forradalom lefolyása

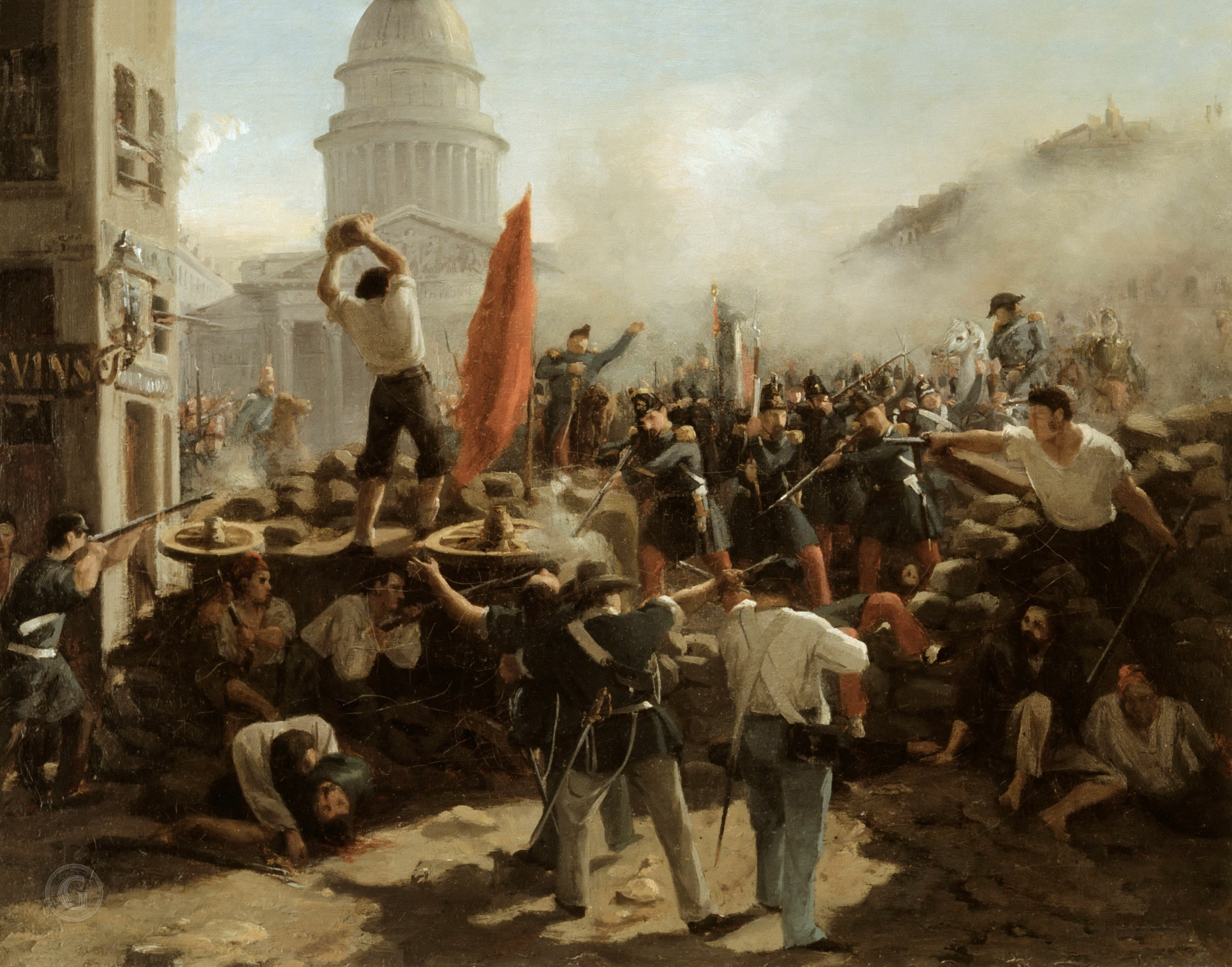
Harcban a hadsereggel a barikádon

Február 22-én reggel a tüntetés gyülekezőhelyeként kijelölt Madeleine téren diákok, képviselők és a Nemzeti Gárda egyes fegyvertelen egységei jelentek meg. Némi zavarodottságot okozott a hír, hogy az esti bankettől visszalépett az ellenzék, azonban végül a Bourbon-palotához vonultak, és Guizot lemondását követelték. A tüntetőket a rendőrség visszaszorította, a csalódott résztvevők a Champs-Élysées-n szétszedett bódékból és halomba rakott székekből máglyákat raktak. Városszerte néhány barikádot emeltek, amelyeket azonban a rendőrség és a segítésére kivezényelt katonaság felszámolt. A kormány mintegy 20 000 katonát vont össze ekkor Párizsban
A másnapra virradó éjjel azonban újabb barikádok épültek a munkáskerületekben, amelyek felszámolására ezúttal a király a Nemzeti Gárdát küldte, hogy a felkelőket ne ingerelje a katonaság bevetésével, a Gárda azonban a forradalom mellé állt. A király ennek láttán engedett a követeléseknek, és menesztette Guizot-t, ezzel azonban már nem tudta leszerelni a lázadást vezető republikánusokat. Este a külügyminisztérium épülete előtt tisztázatlan körülmények között lövés dördült el, és a szemben álló katonaság és a felkelők összecsaptak. A katonaság sortüzében legalább 40-en meghaltak, Párizs keleti részét erre válaszul az éjszaka elborították a barikádok, számuk állítólag elérte az 1500-at.
Február 24-én Lajos Fülöp kétségbeesetten próbálta megmenteni a júliusi monarchiát. Először Adolphe Thiers-t, Guizot ellenfelét kívánta megbízni új kormány alakításával. Miután ő örült, hogy el tudott menekülni a fenyegető tömeg elől és nem vállalta el a megbízatást, a katonaságot vezető Thomas Robert Bugeaud tábornok pedig a felkelők mellé álló Nemzeti Gárda ellenében és katonáinak alacsony moráljának tudatában nem akart harcba bocsátkozni, az uralkodó lemondott a trónról kilencéves unokája javára. Ez azonban már túl késő volt, a köztársaságiak ezt nem fogadták el. A tüntetők elfoglalták a királyi palotát, a király csak nagy nehézségek árán tudott elmenekülni. A palota bútorait kidobálták az ablakon, a trónt pedig elégették a főtéren.
A törvényhozás épületébe is behatoltak a tüntetők, ahol a köztársaság kikiáltását és ideiglenes kormány megalakítását követelték. Alphonse de Lamartine egy hétfős listát fogadtatott el a képviselőkkel és a tüntetőkkel, amin szerepelt ő is és a köztársasági Alexandre August Ledru-Rollin. Innen a városházára vonultak, ahol a tömeg követelésére felvették a kormányba Louis Blanc-t, és Alexandre Martint a munkások képviselőit, valamint a „La Réforme” és a „La National” lapok főszerkesztőit. Bár Lamartine először meg akarta kérdezni a vidék véleményét is erről, a tömeg nyomására végül kikiáltották a köztársaságot. Ezt másnap újabb nyilatkozatban erősítette meg.

## Következmények

### A második köztársaság
Az új kormány bevezette az általános választójogot, amelynek folyamán minden 21. életévét betöltött francia polgár választó, minden 25. életévét betöltött polgár pedig választható lett. Komoly engedményeket tettek a munkásosztálynak, nem utolsósorban Louis Blanc ténykedésének köszönhetően komoly erőfeszítéseket tettek a munkanélküliség felszámolására. Egy február 25-i tüntetés eredményeként deklarálták a munkához való jogot, 26-án dekrétumot adtak ki nemzeti műhelyek felállításáról. Egy újabb tüntetést követően 28-án Blanc vezetésével megalakult a Munkaügyi Bizottság. Március 2-án a munkanap hosszát Párizsban 10 órában, vidéken 11 órában korlátozták.
A munkanélküliség problémáját azonban már nem sikerült megoldani, a munkások elégedetlenkedni kezdtek. Ezenkívül még olyan egyszerű problémák is rontották a munkások és a kormány többi tagja közti viszonyt, mint például a zászlóválasztás kérdése: nem tudtak megegyezni, hogy a zászló vörös színű legyen, vagy a régi trikolór. Ezek a konfliktusok azzal jártak, hogy a munkások képviselőit kizárták a kormányból, majd egy munkástüntetés után még a műhelyeiket is bezáratták. Ez robbantotta ki június 23-án a munkásfelkelést, melyet a hadsereg csak június 26-ára tudott leverni.

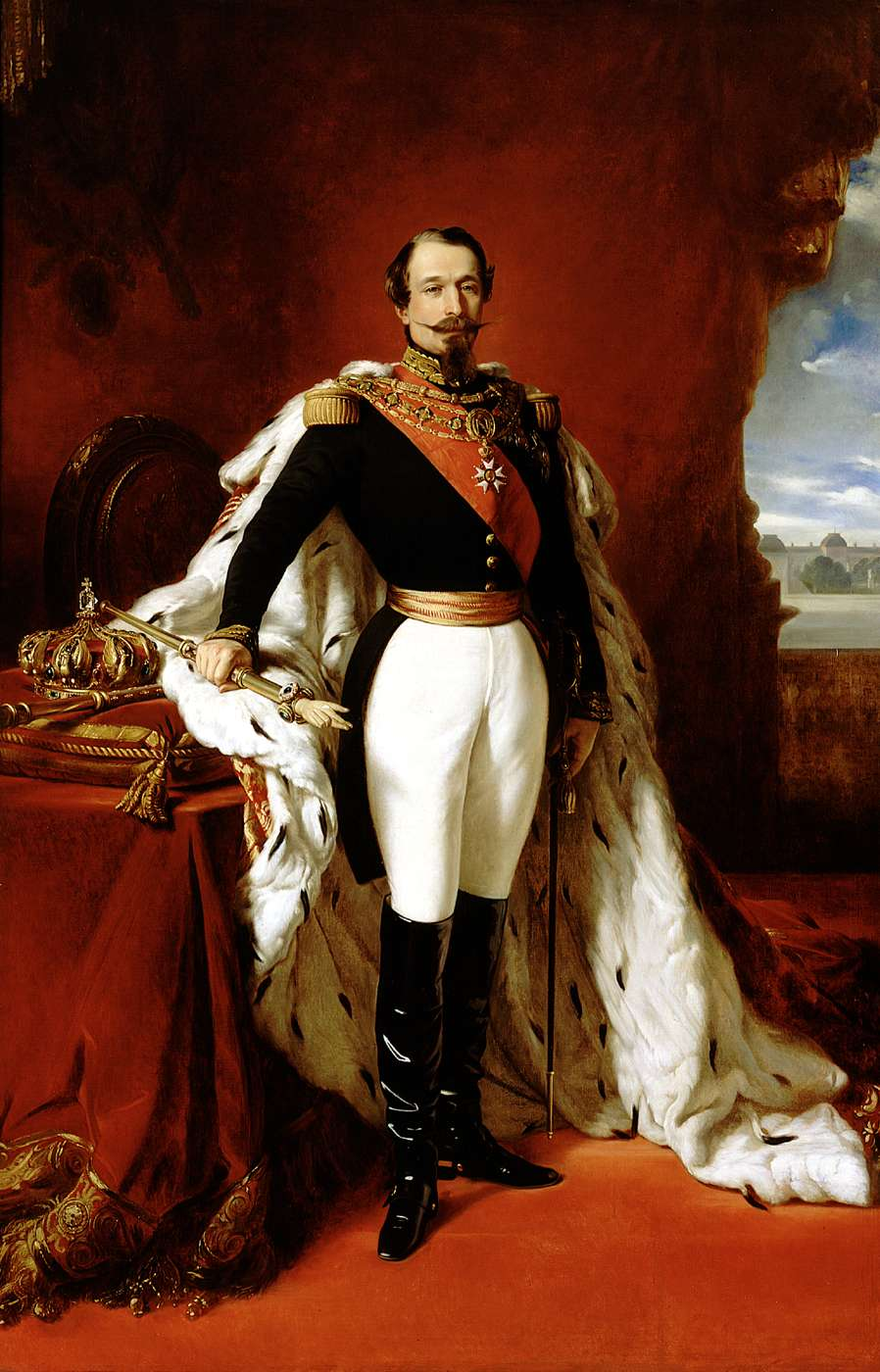
III. Napóleon francia császár

A munkásfelkelés leverése után, 1848. november 21-én kiadták a köztársaság alkotmányát, amely nagy hatalommal ruházta fel az államelnököt, Franciaország prezidenciális állam lett. A II. Köztársaság azonban csak rövid ideig állt fenn, mert miután Louis Bonaparte elnök puccsal átvette a teljhatalmat Franciaország felett, 1852. december 2-án III. Napóleon néven a franciák császárává koronáztatta magát.

### Forradalmak Európában
Bár nem a francia forradalom volt az első 1848 tavaszán Európában, az 1789-es forradalom óta Európa-szerte sokfelé tekintették Franciaországot a köztársasági eszmék központjának, és a kirobbanó köztársasági forradalmat jelzésként értékelték a felkelésre készülő radikális csoportok. A párizsi forradalom híre felgyorsította az eseményeket a pozsonyi országgyűlésen is, a Szent Szövetségből kilépő Franciaország (vélt) fenyegetése hozzájárult a magyar áprilisi törvények elfogadásához csakúgy, mint a német egységesítési törekvésekkel szemben kezdetben tanúsított csekély ellenálláshoz a poroszok és a Habsburgok részéről.